# Giro di Sicilia
Giro di Sicilia je etapový cyklistický závod konaný na Sicílii v Itálii. První ročník závodu se konal v roce 1907 a jeho vítězem se stal Carlo Galetti. Po ročníku 1977, kdy zvítězil Giuseppe Saronni, přestal závod existovat. V roce 2019 byl pak obnoven společností RCS Sport. První ročník znovuzrozeného závodu vyhrál Američan Brandon McNulty. Závod je pořádán v rámci UCI Europe Tour na úrovni 2.1.

## Seznam vítězů
| Rok       | Země                               | Jezdec                             | Tým                                |
| --------- | ---------------------------------- | ---------------------------------- | ---------------------------------- |
| 1907      | Itálie                             | Carlo Galetti                      | Rudge Whitwort/OTAV                |
| 1908      | Itálie                             | Carlo Galetti                      | Atala                              |
| 1909–1925 | Nejelo se                          | Nejelo se                          | Nejelo se                          |
| 1926      | Itálie                             | Domenico Caratozzolo               |                                    |
| 1927–1928 | Nejelo se                          | Nejelo se                          | Nejelo se                          |
| 1929      | Itálie                             | Nicola Mammina                     |                                    |
| 1930–1931 | Nejelo se                          | Nejelo se                          | Nejelo se                          |
| 1932      | Itálie                             | Nicola Mammina                     |                                    |
| 1933–1935 | Nejelo se                          | Nejelo se                          | Nejelo se                          |
| 1936      | Itálie                             | Francesco Patti                    |                                    |
| 1937–1938 | Nejelo se                          | Nejelo se                          | Nejelo se                          |
| 1939      | Itálie                             | Remo Cerasa                        |                                    |
| 1940–1947 | Nejelo se                          | Nejelo se                          | Nejelo se                          |
| 1948      | Itálie                             | Francesco Patti                    |                                    |
| 1949      | Itálie                             | Dino Rossi                         |                                    |
| 1950      | Itálie                             | Donato Zampini                     | Ganna–Superga                      |
| 1951      | Itálie                             | Primo Volpi                        |                                    |
| 1952      | Nejelo se                          | Nejelo se                          | Nejelo se                          |
| 1953      | Itálie                             | Elio Brasola                       |                                    |
| 1954      | Itálie                             | Ugo Massocco                       |                                    |
| 1955      | Itálie                             | Gilberto Dall'Agata                | Magniflex                          |
| 1956      | Itálie                             | Piero Polo                         |                                    |
| 1957      | Itálie                             | Alberto Emiliozzi                  |                                    |
| 1958      | Itálie                             | Diego Ronchini                     | Bianchi                            |
| 1959      | Itálie                             | Loris Guernieri                    |                                    |
| 1960      | Itálie                             | Giorgio Tinazzi                    |                                    |
| 1961–1972 | Nejelo se                          | Nejelo se                          | Nejelo se                          |
| 1973      | Itálie                             | Enrico Maggioni                    |                                    |
| 1974      | Belgie                             | Roger De Vlaeminck                 | Brooklyn                           |
| 1975–1976 | Nejelo se                          | Nejelo se                          | Nejelo se                          |
| 1977      | Itálie                             | Giuseppe Saronni                   | Scic                               |
| 1978–2018 | Nejelo se                          | Nejelo se                          | Nejelo se                          |
| 2019      | Spojené státy                      | Brandon McNulty                    | Rally UHC Cycling                  |
| 2020      | Nejelo se kvůli pandemii covidu-19 | Nejelo se kvůli pandemii covidu-19 | Nejelo se kvůli pandemii covidu-19 |
| 2021      | Itálie                             | Vincenzo Nibali                    | Trek–Segafredo                     |
| 2022      | Itálie                             | Damiano Caruso                     | Itálie (národní tým)               |
| 2023      | Kazachstán                         | Alexej Lucenko                     | Astana Qazaqstan Team              |